# Trichanthera corymbosa
Trichanthera corymbosa är en akantusväxtart som beskrevs av Emery Clarence Leonard. Trichanthera corymbosa ingår i släktet Trichanthera och familjen akantusväxter. Inga underarter finns listade i Catalogue of Life.